# Cidrerie

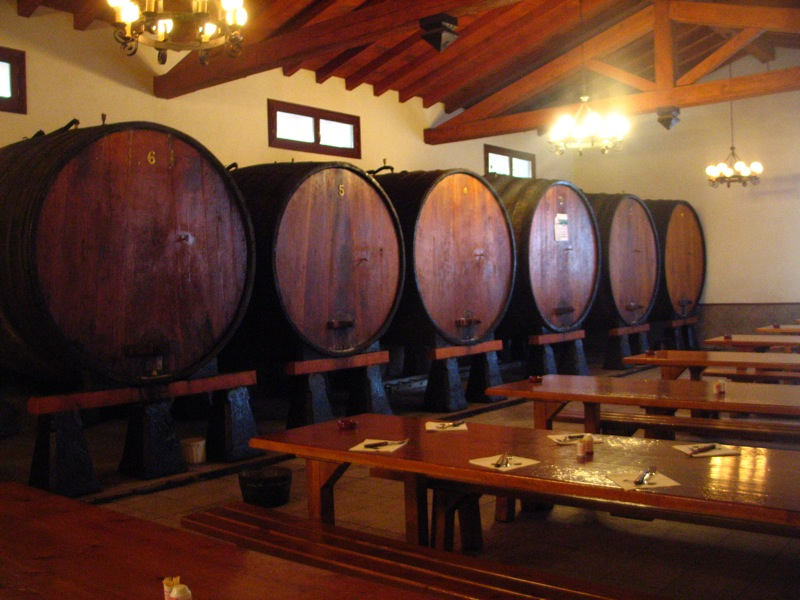
Sudy používané v procesu výroby cidru. Astigarraga (Guipúzcoa, País Vasco).

Název cidrerie je přejat z francouzského slova cidrerie [sidreri], kterým se nazývá výrobna cidru. Cidrerie často zpracovávají jablka nejenom na výrobu moštu a cidru, ale také jablečného octa, likérů a destilátů nebo zavařenin. Cidrerií se rozumí výrobna jak průmyslového, tak farmářského typu – obvykle včetně prodejny nebo občerstvení s nabídkou daných produktů. Cidrerie je současně pojmenování pro odvětví zemědělské technologie zabývající se výrobou cidru.
V českém jazyce není překlad slova cidrerie znám, v angličtině se používá označení cider house, ve španělštině sidrería nebo sagardotegi.